# Artroscopio
El artroscopio es un dispositivo que consta de un tubo fino basado en la tecnología de fibra óptica, un sistema de lentes, una cámara de video y una luz, el cual es usado para la artroscopia. Se emplea introduciendo este en la zona afectada por una pequeña abertura. La cámara de este moderno aparato está conectada a un sistema de monitorización el cual le permite al cirujano ver la operación mientras la ejecuta. Por otra pequeña abertura se introducen instrumentos especiales para realizar las técnicas quirúrgicas necesarias para curar la lesión.

Este aparato ha hecho avanzar el tratamiento quirúrgico enormemente.